# Juan Ernesto Villamayor
Juan Ernesto Villamayor (Montevideo, 26 de marzo de 1958) es un abogado y político uruguayo nacionalizado paraguayo. Ocupó el cargo de ministro del Interior de Paraguay durante el período 2018-2019 y posteriormente fue designado jefe de Gabinete Civil durante el gobierno del presidente Mario Abdo Benítez, desempeñándose en este puesto entre 2019 y 2021. Antes de estos roles, ejerció como diputado en dos periodos consecutivos, abarcando los años 1989 a 1998.

## Biografía
Villamayor nació en la ciudad de Montevideo, debido a que su familia se exilió de Paraguay allí durante la dictadura de Alfredo Stroessner. Egresó como abogado en la Universidad del Salvador (USAL) en Buenos Aires (USAL).
Fue convencional constituyente entre 1991 y 1992 y diputado nacional entre 1989 y 1998. Entre 1999 y 2003 fue ministro de la Secretaría General del Gabinete Civil de la Presidencia, durante la presidencia de Luis Ángel González Macchi.
Tiene su propio estudio jurídico desde el año 2001. Entre 2013 y 2017 fue miembro del Consejo Directivo del Centro de Arbitraje y Mediación Paraguay.
El 15 de agosto de 2018 fue designado como Ministerio del Interior del gobierno del presidente Mario Abdo Benítez hasta octubre de 2019, cuando fue designado Jefe de Gabinete Civil, cargo del que posteriormente sería removido durante las protestas en Paraguay de 2021.